# 卢皮亚克 (洛特省)
卢皮亚克（法語：Loupiac，法語發音：[lupjak]）是法国洛特省的一个市镇，位于该省西北部，属于古尔东区。

## 地理
卢皮亚克（44°49'4"N, 1°27'39"E）面积12.65 平方千米，位于法国奧克西塔尼大區洛特省，该省份为法国西南部内陆省份，北起顺时针与科雷兹省、康塔爾省、阿韦龙省、塔恩-加龙省、洛特-加龍省和多尔多涅省接壤。
与卢皮亚克接壤的市镇（或旧市镇、城区）包括：朗扎克、卡莱斯、拉莫特费讷隆、纳达亚克德鲁日、派拉克、潘萨克。

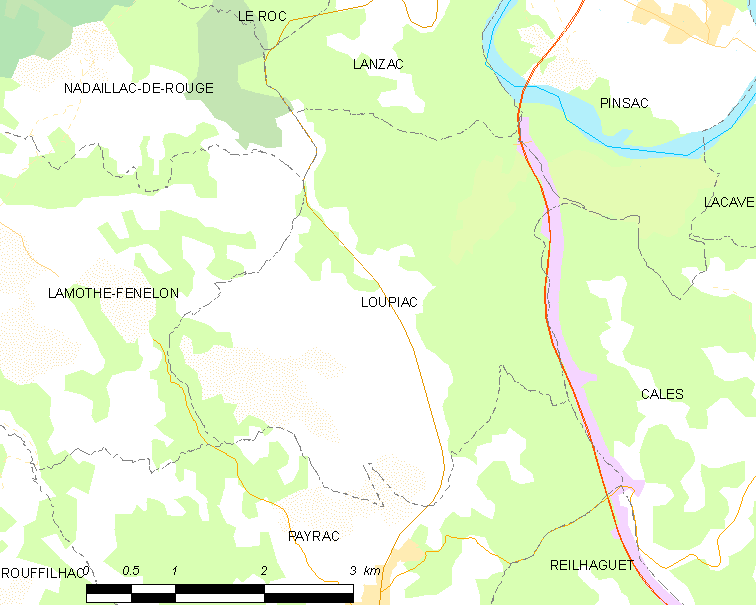
的OSM定位图

卢皮亚克的时区为UTC+01:00、UTC+02:00（夏令时）。

## 行政
卢皮亚克的邮政编码为46350，INSEE市镇编码为46178。

## 政治
卢皮亚克所属的省级选区为苏亚克县。

## 人口

1962-2008年间人口变化图示

卢皮亚克于2022年1月1日时的人口数量为273人。